# Roca Punxenta (Bellver de Cerdanya)
La Roca Punxenta és una muntanya de 1.323 metres que es troba al municipi de Bellver de Cerdanya, a la comarca de la Baixa Cerdanya.